# Ảo ảnh cuộc đời
Ảo ảnh cuộc đời (tiếng Anh: Imitation of life) là một phim điện ảnh lãng mạn của đạo diễn Douglas Sirk, trình chiếu lần đầu ngày 30 tháng 4 năm 1959.

## Nội dung
Hai người đàn bà tình cờ gặp nhau ngoài bãi biển ngập nắng: Nữ tài tử nghiệp dư Lora Meredith (Lana Turner) và góa phụ da đen Annie Johnson (Juanita Moore). Annie trở thành người nội trợ cho Lora.
Vì tham vọng đạt tới đệ nhất minh tinh, Lora dần quên đứa con gái 6 tuổi của mình và thân phận bà góa phụ Annie luôn sống trong cảnh hắt hủi của người đời. Tệ nhất là của đứa con gái 8 tuổi của Annie cũng chán ghét chính màu da của mẹ mình và luôn tìm mọi cách để được trắng hơn.

## Diễn xuất
- Lana Turner... Lora Meredith
- Juanita Moore... Annie Johnson
- John Gavin... Steve Archer
- Sandra Dee... Susie năm 16 tuổi
- Susan Kohner... Sarah Jane năm 18 tuổi (lồng giọng bởi Jo Ann Greer)
- Robert Alda... Allen Loomis
- Dan O'Herlihy... David Edwards
- Than Wyenn... Romano
- Karin Dicker... Sarah Jane năm 8 tuổi
- Terry Burnham... Susie năm 6 tuổi
- Ann Robinson... Gái nhảy
- Troy Donahue... Frankie
- Sandra Gould... Annette
- Jack Weston... Tom
- Mahalia Jackson... Ca sĩ
- Lee Goodman... Nhiếp ảnh gia
- Joel Fluellen
- Maida Severn... Giáo viên
- Peg Shirley... Fay
- Steve Carruthers

## Vinh danh
- Laurel Awards
  - Top Drama
  - Top Female Supporting Performance (Juanita Moore) – 2nd place
  - Top Cinematography – Color (Russell Metty) – Nomination, 5th place
- Academy Awards
  - Best Supporting Actress (Susan Kohner) – Nomination
  - Best Supporting Actress (Juanita Moore) – Nomination
- Golden Globes
  - Best Supporting Actress (Susan Kohner)
  - Best Supporting Actress (Juanita Moore) – Nomination
- Directors Guild of America Award
  - Outstanding Directorial Achievement in Motion Pictures (Douglas Sirk) – Nomination